# Sphaenorhynchus planicola
Sphaenorhynchus planicola là một loài ếch thuộc họ Nhái bén.
Đây là loài đặc hữu của Brasil.
Môi trường sống tự nhiên của chúng là đồng cỏ nhiệt đới hoặc cận nhiệt đới vùng ngập nước hoặc lụt theo mùa, đầm nước, vùng đồng cỏ, khu vực trữ nước, và ao.
Chúng hiện đang bị đe dọa vì mất môi trường sống.